# Ioana Badea
Ioana Badea (ur. 22 marca 1964 w Odobești) – rumuńska wioślarka, złota medalistka olimpijska.

## Kariera
Wystąpiła na igrzyskach olimpijskich w Los Angeles w 1984, gdzie osada Rumunii w składzie: Maricica Țăran, Anișoara Sorohan, Ioana Badea, Sofia Corban i Ecaterina Oancia, zdobyła złoty medal w czwórkach podwójnych ze sternikiem. W finale o 1,46 sekundy wyprzedziły osadę USA i o 1,91 sekundy osadę Danii. Był to jej jedyny start olimpijski.
Zajęła także piąte miejsce w ósemkach na mistrzostwach świata w Duisburgu (1983).